# Axel Runnquist
Axel Claes Edvard Runnquist, född 30 oktober 1880, död 10 mars 1947, var en svensk violinist.

## Biografi
Runnquist studerade vid Kungliga Musikkonservatoriet 1893–1898 samt i Genève 1901–1904. Han var lärare vid Richard Anderssons musikskola 1911–1933 och vid musikkonservatoriet 1915–1945. Han var  medlem av Kjellströmkvartetten 1911–1913.
Runnquist invaldes den 30 november 1911 som associé nr 149 av Kungliga Musikaliska Akademien och den 28 maj 1937 som ledamot nr 616.